# Tibetský exilový parlament
Parlament Ústřední tibetské správy (tibetsky: གྲོས་ཚོགས་ཐོག་གསུང་བཤད།) je zastupitelským sborem a zákonodárným orgánem Tibetské exilové vlády.

## Historie
| „                                               | Ještě před mým odjezdem z Tibetu v březnu 1959 jsem došel k závěru, že v měnících se podmínkách moderního světa musí být systém vládnutí v Tibetu upraven a pozměněn tak, aby umožnil voleným zástupcům lidu hrát efektivnější roli ve vedení a utváření sociálních a ekonomických politik státu. Také jsem pevně věřil, že toho lze dosáhnout pouze prostřednictvím demokratických institucí založených na sociální a ekonomické spravedlnosti. | “ |
| — 14. dalajláma, předmluva k Ústavě z roku 1963 | |   |

Již před rokem 1959 dalajlama zahájil proces demokratizace v Tibetu. Před čínskou invazí bylo v Tibetu hlavním rozhodovacím orgánem tzv. Tsogdu (Národní shromáždění), kde byli zastoupeni mniši a další společenské skupiny spolu s Kalony (ministry) a dalšími úředníky. Nebyly však žádné přímé volby, místo toho byli jeho členové vybíráni jako zástupci komunit a obchodních skupin. V roce 1960 Dalajlama navrhl vytvoření voleného orgánu s názvem "Komise tibetských lidových zástupců". Toto bylo historickým krokem, kterým se zrodil tibetský demokratický systém. Později dalajláma prosazoval další reformy a v roce 1963 vydal ústavu pro exilový tibetský stát. Během let došlo k dalším změnám, včetně způsobu výběru zástupců do parlamentu, finanční transparentnosti a změn v politické struktuře.
V období od 12. května 1990 do 28. května 1991 nastalo tzv. interregnum, kdy parlament nezasedal. V této době Dalajlama jmenoval Výbor pro revizi ústavy s pokyny k vypracování demokratické charty pro Tibeťany v exilu a také k přezkoumání stávajícího návrhu ústavy pro budoucí Tibet. Návrh charty pro Tibeťany v exilu měl začlenit přesně definovaná ustanovení založená na realitě exilové situace, ačkoli dalajlama vzhledem k převažujícím názorům souhlasil s tím, že bude nadále hlavou státu a vlády. Zdůraznil však, že až bude v tibetské společnosti dosaženo skutečně demokratického systému, nebude nadále nést žádnou oficiální odpovědnost ani politické označení. Během let byly učiněny další reformy, včetně přímé volby vůdce tibetského exilového státu zavedené roku 2001. K dovršení transformace došlo roku 2011, kdy se dalajláma definitivně vzdal veškerých politických funkcí.

## Současnost

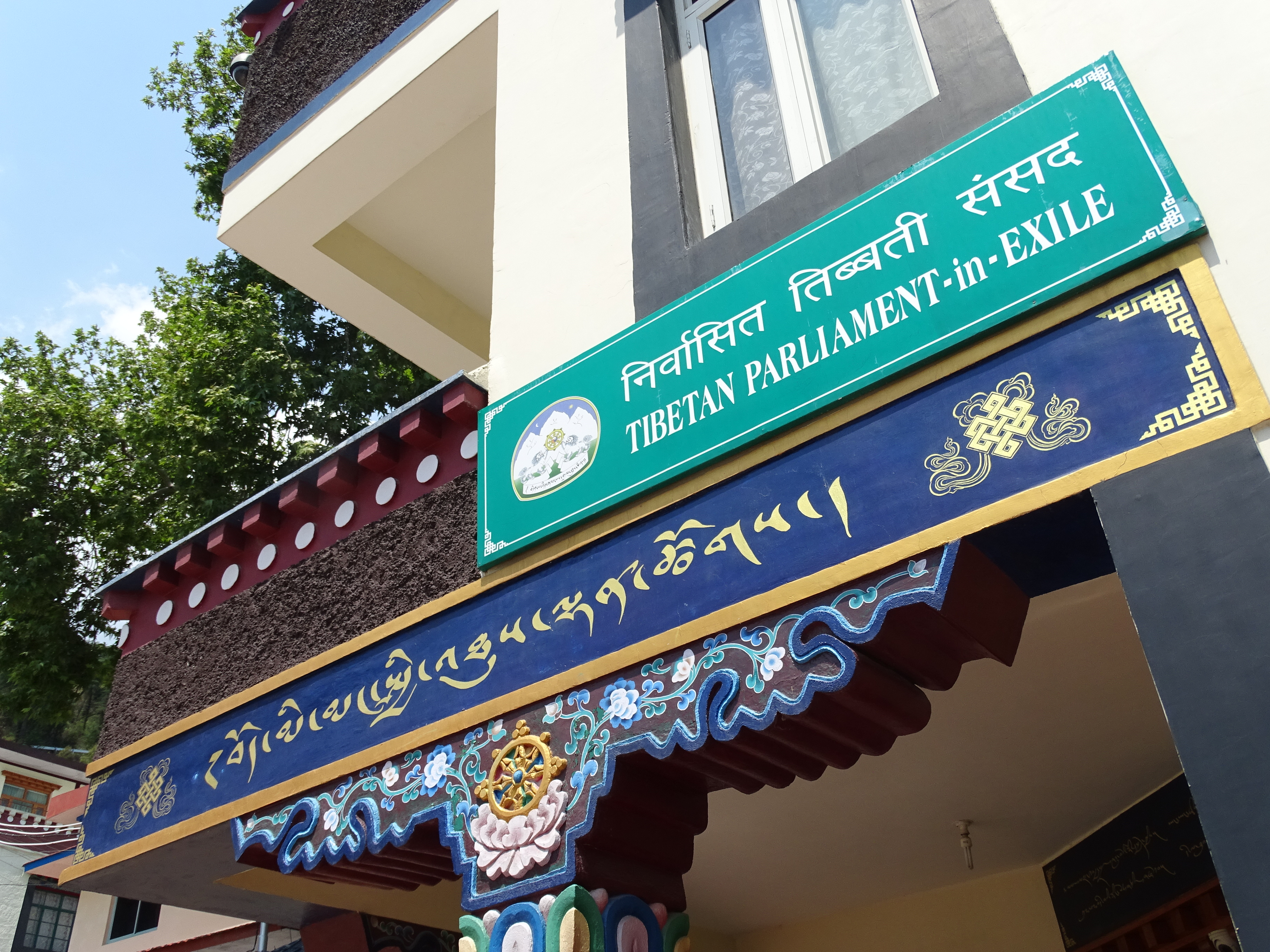
Sídlo parlamentu

Exilový parlament je tvořen 45 členy:
- Tibeťané v Indii, Nepálu a Bhútánu volí své poslance na základě tří tradičních oblastí Tibetu (Ü-Cang, Kham a Amdo), z nichž každá má deset zástupců.
- Pět dalších poslanců zastupuje Tibeťany v zahraničí - dva zástupci Evropy, dva zastupují Severní a Jižní Ameriku, a jeden zástupce "Australasie" (Austrálie a Asie s výjimkou Indie, Nepálu a Bhútánu).
- Náboženští představitelé pak volí deset zástupců, po dvou z každé z pěti tradičních škol tibetského buddhismu (Nyingma, Sakya, Kagjü, Gelug a Bon).

Právo volit mají tibetští občané starší 18 let, kandidovat mohou občané starší 25 let. Volební období je 5 let a současně s parlamentními volbami se koná první kolo přímé volby předsedy vlády. Zatím poslední volby se konaly 19. října 2021.
Úkolem parlamentu je:
- schvalovat ministry navržené předsedou vlády a v případě potřeby odvolat předsedu vlády nebo jakéhokoliv ministra;
- vydávat zákony, vytvářet pravidla a předpisy a rozhodovat o záležitostech politiky;
- přezkoumávat rozhodnutí vlády ve světle politik a programů přijatých parlamentem;
- kontrolovat a dohlížet na finance Ústřední tibetské správy;
- stýkat se s vládami, parlamenty, nevládními organizacemi a jednotlivci po celém světě s cílem získat podporu pro věc Tibetu;
- pravidelně navštěvovat tibetské osady a hodnotit správu a posuzovat stížnosti široké veřejnosti;
- být místem střetu vlády a opozice v bezstranickém demokratickém systému.